# Torneo ABCS 2010
Il Torneo ABCS 2010 (2010 ABCS Tournament) fu la prima edizione del Torneo ABCS, competizione calcistica per nazioni caraibiche di lingua olandese. La competizione si svolse a Curaçao dal 29 ottobre al 1º novembre 2010 e vide la partecipazione di quattro squadre: Aruba, Bonaire, Curaçao e Suriname.

## Formula
- Qualificazioni

Nessuna fase di qualificazione. Le squadre sono qualificate direttamente alla fase finale.
- Fase finale

Fase a eliminazione diretta - 4 squadre, giocano partite di sola andata. La vincente si laurea campione.

## Squadre partecipanti
| Pr. | Squadra  | Data di qualificazione certa | Partecipante in quanto                                         | Partecipazioni precedenti al torneo | Ultima presenza |
| --- | -------- | ---------------------------- | -------------------------------------------------------------- | ----------------------------------- | --------------- |
| 1   | Curaçao  | -                            | Rappresentativa della nazione organizzatrice della fase finale | -                                   | Esordiente      |
| 2   | Aruba    | -                            | Qualificata di diritto                                         | -                                   | Esordiente      |
| 3   | Bonaire  | -                            | Qualificata di diritto                                         | -                                   | Esordiente      |
| 4   | Suriname | -                            | Qualificata di diritto                                         | -                                   | Esordiente      |

Nella sezione "partecipazioni precedenti al torneo", le date in grassetto indicano che la nazione ha vinto quella edizione del torneo, mentre le date in corsivo indicano la nazione ospitante.

## Fase finale

### Fase a eliminazione diretta

#### Tabellone
|  | Semifinali | Semifinali | Semifinali |          |         | Finale          | Finale          | Finale          |  |
|  |            |            |            |          |         |                 |                 |                 |  |
|  | Curaçao    | Curaçao    | 3          |          |         |                 |                 |                 |  |
|  | Curaçao    | Curaçao    | 3          |          |         |                 |                 |                 |  |
|  | Aruba      | Aruba      | 0          |          |         |                 |                 |                 |  |
|  | Aruba      | Aruba      | 0          |          | Curaçao | Curaçao         | 2 (5)           |                 |  |
|  |            |            |            |          | Curaçao | Curaçao         | 2 (5)           |                 |  |
|  |            |            | Suriname   | Suriname | 2 (6)   |                 |                 |                 |  |
|  | Suriname   | Suriname   | Suriname   | Suriname | 2 (6)   | 4               |                 |                 |  |
|  | Suriname   | Suriname   |            |          |         | 4               |                 |                 |  |
|  | Bonaire    | Bonaire    | 2          |          |         | Finale 3º posto | Finale 3º posto | Finale 3º posto |  |
|  | Bonaire    | Bonaire    | 2          |          |         |                 |                 |                 |  |
|  |            |            |            |          |         |                 |                 |                 |  |
|  |            |            |            |          |         | Aruba           | Aruba           | 3               |  |
|  |            |            |            |          |         | Aruba           | Aruba           | 3               |  |
|  |            |            |            |          |         | Bonaire         | Bonaire         | 3               |  |

#### Semifinali
| Willemstad 29 ottobre 2010                               | Curaçao   | 3 – 0 | Aruba | Ergilio Hato Stadium |
| \| \| \| \| \| Espacia Trinidad Steba \| Marcatori \| \| |           |       |       |                      |
|                                                          |           |       |       |                      |
| Espacia Trinidad Steba                                   | Marcatori |       |       |                      |

| Willemstad 29 ottobre 2010                                           | Suriname  | 4 – 2       | Bonaire | Ergilio Hato Stadium |
| \| \| \| \| \| Kwasie Rijssel Rigters \| Marcatori \| Martha Piar \| |           |             |         |                      |
|                                                                      |           |             |         |                      |
| Kwasie Rijssel Rigters                                               | Marcatori | Martha Piar |         |                      |

#### Finale 3º posto
| Willemstad 1º novembre 2010                                                   | Aruba     | 3 – 3                 | Bonaire | Ergilio Hato Stadium |
| \| \| \| \| \| Santos Escalona rig.’ \| Marcatori \| Piar rig.’ Christiaan \| |           |                       |         |                      |
|                                                                               |           |                       |         |                      |
| Santos Escalona rig.’                                                         | Marcatori | Piar rig.’ Christiaan |         |                      |

Bonaire si ritira agli shootout e il terzo posto viene assegnato di default ad Aruba.

#### Finale
| Willemstad 1º novembre 2010                                                                      | Curaçao              | 2 – 2            | Suriname | Ergilio Hato Stadium |
| \| \| \| \| \| Espacia Lake \| Marcatori \| aut.’ Emanuelson \| \| \| Tiri di rigore 5 – 6 \| \| |                      |                  |          |                      |
|                                                                                                  |                      |                  |          |                      |
| Espacia Lake                                                                                     | Marcatori            | aut.’ Emanuelson |          |                      |
|                                                                                                  | Tiri di rigore 5 – 6 |                  |          |                      |